# كمال أبو ديب
كمال أبو ديب (ولد 1942 م) كاتب وناقد سوري، وشاعر ومترجم.

## سيرته
ولد كمال أبو ديب في مدينة صافيتا في جبال الساحل السوري عام 1942، درس في كلية الآداب بجامعة دمشق، وفي جامعة صنعاء، وتابع دراسته في لندن فحصل على دكتوراه الفلسفة في الدراسات النقدية العربية والمقارنة من جامعة أكسفورد. وصار أستاذًا في جامعة لندن عام 1992.
له كتب عديدة منها: عذابات المتنبي في صحبة كمال أبو ديب والعكس بالعكس، وكتاب جدلية الخفاء والتجلي، والرؤى المقنعة، كما ترجم العديد من الكتب إلى العربية ككتاب الاستشراق وكتاب الثقافة والإمبريالية لإدوارد سعيد.

غلاف كتاب الاستشراق لإدوارد سعيد المترجم إلى العربية من قِبَل كمال أبو ديب

يشغل منصب أستاذ كرسي العربية وآدابها (بروفسور) في جامعة لندن منذ عام 1992. وعمل باحثًا وأستاذًا في جامعات أكسفورد وبنسلفانيا وكاليفورنيا (بيركلي) وكولومبيا (نيويورك)، وجامعة اليرموك و جامعة صنعاء.

## أعماله

### مؤلفات
| الكتاب                                                                                     | سنة النشر | ملاحظات |
| ------------------------------------------------------------------------------------------ | --------- | ------- |
| في البُنية الإيقاعيَّة للشِّعر العربيّ، نحوَ بديلٍ جذريٍّ لعروض الخليل ومقدمة في علم الإيقاع المُقَارن | 1974      |         |
| جدليَّة الخفاء والتجلي                                                                       | 1979      |         |
| رباعيات نظام الدين الأصفهاني: نخبةُ الشاربِ وعجالةُ الراكب (تحقيق)                            | 1982      |         |
| في الشِّعريَّة                                                                                 | 1986      |         |
| الرُّؤى المُقنَّعة                                                                              | 1987      |         |
| البنى المولدة في الشعر الجاهلي                                                             | 1989      |         |
| بكائيات من مراثي أرميا                                                                     | 1990      |         |
| عذابات المتنبي في صحبة كمال أبو ديب والعكس بالعكس                                          | 1996      |         |
| جمالياتُ التجاورِ وتشابكُ الفضاءاتِ الإبداعيَّة                                                  | 1997      |         |
| بحثاً عن الدرة اليتيمة                                                                      | 2000      | [ 4 ]   |
| الأدب العجائبي والعالم الغرائبي                                                            | 2006      | [ 1 ]   |
| كتاب الحرية                                                                                | 2012      | [ 5 ]   |
| سيمفونية سوريا                                                                             | 2016      |         |
| انظر في جميع الاتجاهات بغضب: الكتاب الأول في تشريح السلطة                                  | 2017      |         |
| دفاعاً عن القرآن الكريم والإسلام ومحمد والعرب: علماء ودجالون                                | 2018      |         |
| معلقة الأضداد: مرثية لبابل الأصوات                                                         | 2020      | [ 6 ]   |
| جماليات الانتهاك وفنتة الإغواء (3 مجلدات)                                                  | 2019      | [ 7 ]   |
| لغة الغياب في قصيدة الحداثة                                                                | - - -     |         |

### ترجمات
| الكتاب               | المؤلف      | سنة النشر | ملاحظات |
| -------------------- | ----------- | --------- | ------- |
| الاستشراق            | إدوارد سعيد | 1981      |         |
| الثّقافة والإمبرياليّة | إدوارد سعيد | 1997      |         |
| وليم شكسبير: سونيتات | وليم شكسبير | 2010      |         |

أسهم كمال أبو ديب في كتابة عدد من الموسوعات العالمية منها: (الموسوعة الإسلامية)، و(الموسوعة الإيرانية)، و(تاريخ كامبرديج للأدب العربي)، و(معجم أوكسفورد العربي الإنجليزي)، و(موسوعة الأدب العربي).

## تكريم وجوائز
- كرمته وزارة الثقافة اليمنية وملتقى الشعراء العرب الشباب عام 2006.[9]
- فاز بجائزة سلطان العويس للدراسات الأدبية والنقد الرابعة عشرة 2014-2015.[10]